# Abala
Abala ou Soddu Abala é uma cidade da antiga Etiópia, no distrito de Abala onde se supõe que residiu a tribo de Judá.